# Президентские выборы в Туркменистане (2022)
Внеочередные президентские выборы 2022 года в Туркменистане прошли 12 марта. Действующий президент Гурбангулы Бердымухамедов объявил, что не будет в них участвовать, так как «должен дать дорогу молодым». По мнению многих наблюдателей, его цель заключалась в передаче власти своему сыну, Сердару Бердымухамедову.

## Избирательная система
Президент Туркменистана избирается всеобщим голосованием. Кандидатами в президенты могут становиться граждане страны, достигшие 40 лет, родившиеся в Туркменистане и живущие в ней в течение последних 15 лет. Срок полномочий — семь лет, число таких сроков законом не ограничивается.

## Предыстория
C 2006 года в Туркменистане у власти находится Гурбангулы Бердымухамедов. На президентских выборах 2017 года Бердымухаммедов победил с результатом в 97 %. Следующие выборы, согласно конституции, должны были состояться в 2024 году, но в феврале 2022 года Бердымухамедов объявил, что намерен назначить внеочередное голосование. Он не будет выдвигать свою кандидатуру, но останется во главе Халк Маслахаты — верхней палаты парламента. «Я поддерживаю мысль, что дорогу к государственному управлению на новом этапе развития нашей страны надо дать молодым руководителям, воспитанным в духовной среде и в соответствии с высокими требованиями современности, — сказал в связи с этим президент. — Свой огромный жизненный и политический опыт я, как председатель Халк Маслахаты, намерен далее направить в эту область».
В СМИ с самого начала высказывались предположения о том, что Бердымухамедов хочет передать власть своему сыну Сердару, которому в сентябре 2021 года исполнилось 40 лет (согласно туркменской конституции, это минимальный возраст для кандидата в президенты). Существует мнение, что транзит власти в Туркменистане начался как минимум годом ранее. Через два дня, 14 февраля 2022 года, IX внеочередной съезд Демократической партии Туркменистана действительно выдвинул кандидатуру Бердымухамедова-младшего в президенты.
16 февраля 2022 года Аграрная партия Туркменистана выдвинула своего кандидата на пост президента, им стал заместитель хякима Марыйского велаята Агаджан Бекмырадов.
18 февраля 2022 года стало известно, что будет представлено ещё шестеро кандидатов на пост президента, если им удастся набрать нужное количество подписей.
19 февраля было выдвинуто ещё два кандидата на пост президента: врач из Балканского велаята Бердымаммет Гурманов и директор школы из Лебапского велаята Перхат Бегенджов.
22 февраля ЦИК зарегистрировал ещё нескольких претендентов на пост президента страны — начальника районной санитарно-эпидемиологической службы Ахалского велаята Максатмырата Овезгелдиева, директора научно-производственного центра «Возобновляемые источники энергии» Государственного энергетического института Туркменистана Какагелди Сарыева, директора Хозяйственного общества «Вепалы гурлушик» Бабамырата Мередова, проректора Нуннаева Хыдыра и председателя комитета этрапа Сапармурата Туркменбаши Одешова Максата, на чём регистрация кандидатов была окончена. На следующий день, 23 февраля началась предвыборная гонка.
12 марта голосование состоялось. Итоговая явка оказалась 97,12 % в Туркменистане, 90,93 % — за рубежом.

## Кандидаты
| Изображение | Изображение | Имя                                   | Партия       | Дата регистрации | Примечания                                                                                            |
| ----------- | ----------- | ------------------------------------- | ------------ | ---------------- | --- |
|             |             | Сердар Гурбангулыевич Бердымухамедов  | ДПТ          | 14 февраля 2022  | IX внеочередной съезд Демократической партии Туркменистана выдвинул кандидатуру Сердара в президенты. |
|             |             | Агаджан Бекмырадов                    | АПТ          | 16 февраля 2022  | [ 10 ]                                                                                                |
|             |             | Перхат Гуванчгулыевич Бегенджов       | ДПТ          | 19 февраля 2022  | [ 12 ] [ 15 ]                                                                                         |
|             |             | Бердимаммет Ханмаммедович Курбанов    | беспартийный | 19 февраля 2022  | [ 12 ]                                                                                                |
|             |             | Бабамырат Тиркешович Мередов          | ПППТ         | 21 февраля 2022  | [ 17 ]                                                                                                |
|             |             | Максатмырат Ашыргелдиевич Овезгелдиев | беспартийный | 21 февраля 2022  | [ 13 ]                                                                                                |
|             |             | Какагелди Атаджанович Сарыев          | беспартийный | 21 февраля 2022  | [ 13 ]                                                                                                |
|             |             | Максат Мырадович Одешов               | ДПТ          | 22 февраля 2022  | [ 14 ]                                                                                                |
|             |             | Хыдыр Какабаевич Нуннаев              | беспартийный | 22 февраля 2022  | [ 14 ]                                                                                                |

## Результаты
| Кандидат                                          | Кандидат                | Партия       | Голоса | %       |
| ------------------------------------------------- | ----------------------- | ------------ | ------ | ------- |
|                                                   | Сердар Бердымухамедов   | ДПТ          |        | 72,97 % |
|                                                   | Хыдыр Нуннаев           | беспартийный |        | 11,09 % |
|                                                   | Агаджан Бекмырадов      | АПТ          |        | 7,22 %  |
|                                                   | Бердимаммет Курбанов    | беспартийный |        | 2,22 %  |
|                                                   | Перхат Бегенджов        | ДПТ          |        | 2,02 %  |
|                                                   | Максатмырат Овезгелдиев | беспартийный |        | 1,16 %  |
|                                                   | Максат Одешов           | ДПТ          |        | 1,15 %  |
|                                                   | Какагелди Сарыев        | беспартийный |        | 1,09 %  |
|                                                   | Бабамырат Мередов       | ПППТ         |        | 1,08 %  |
| Всего                                             | Всего                   | Всего        |        | 100 %   |
| Явка                                              | Явка                    | Явка         |        | 97,12 % |
| Источник: ЦК по выборам и проведению референдумов |                         |              |        |         |

## Оценки
Сразу после объявления о выборах появились оценки предстоящего голосования как транзита власти от отца к сыну. Озвучиваются и претензии технического характера: в частности, месячного срока между объявлением и собственно процедурой явно недостаточно для того, чтобы к выборам могли подготовиться гипотетические альтернативные кандидаты и наблюдатели.
ОБСЕ отказалась направлять в Туркменистан наблюдателей из-за того, что «власти не предприняли никаких мер по выполнению рекомендаций БДИПЧ, и ни одна из последних поправок к законодательству, по-видимому, не учитывает предыдущие рекомендации, в частности те, которые касаются политического плюрализма и осуществления основных прав человека».